# Патрово (Псковский район)
Патрово — деревня в Торошинской волости Псковского района Псковской области России.
Расположена у левого берега реки Пскова, в 20 км к северо-востоку от Пскова и в 3 км к югу от деревни Торошино.
Численность населения деревни по состоянию на 2000 год составляла 24 человека.